# Viện Giáo hoàng Đại học Gregorio

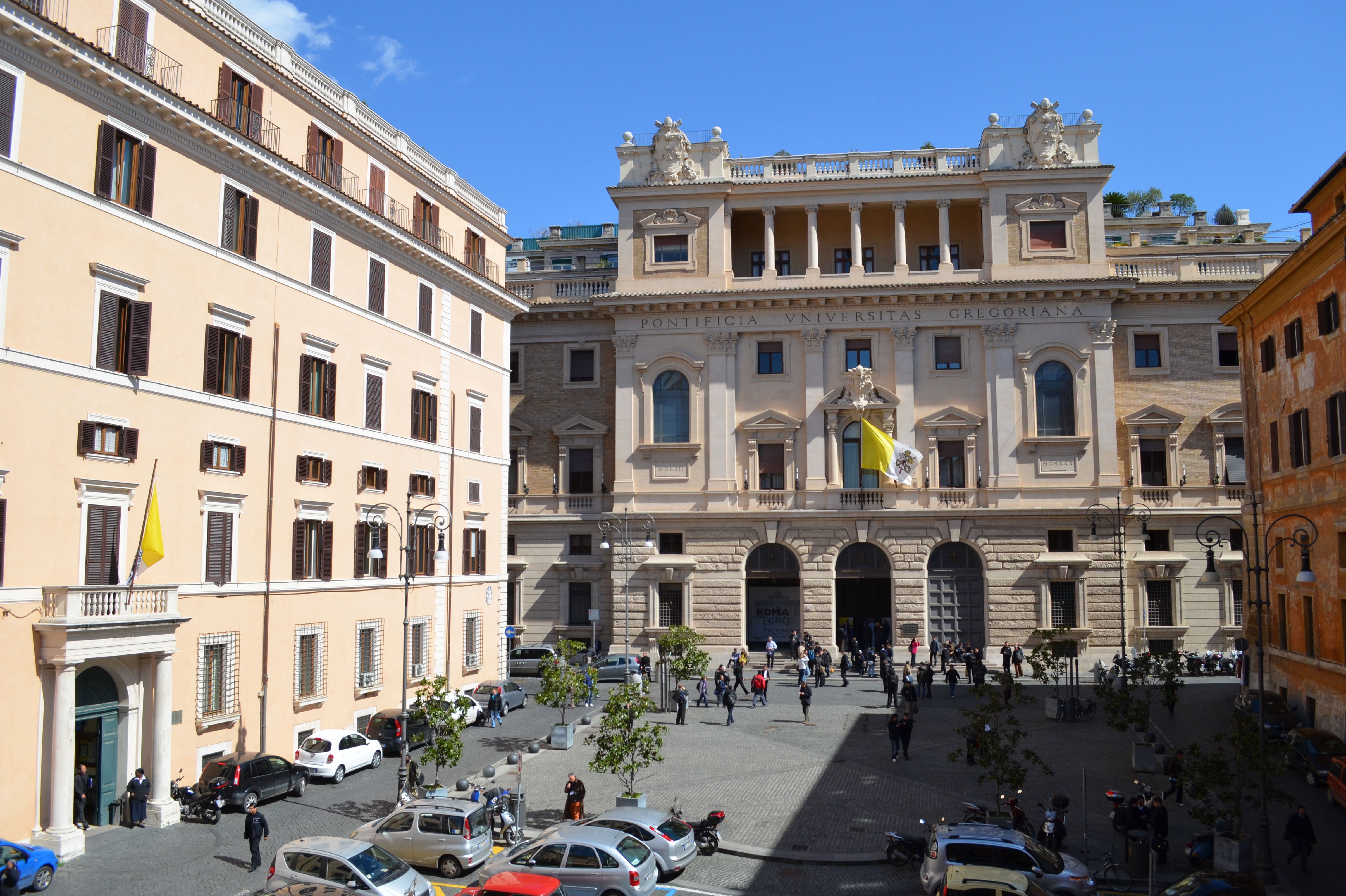
Khuôn viên Viện Đại học Gregorio

Viện Giáo hoàng Đại học Gregorio (tiếng Ý: Pontificia Università Gregoriana, còn gọi là Viện Đại học Gregorio) là một viện giáo hoàng đại học tư thục có trụ sở tại Roma, Ý.
Ban đầu, Viện Đại học Gregorio là một bộ phận của Học viện Roma, do thánh Ignatius thành Loyola sáng lập vào năm 1551 và giảng dạy tất cả các bậc học. Các chức danh trưởng khoa Triết học và trưởng khoa Thần học được Giáo hoàng châu phê vào năm 1556, khiến cho Viện Đại học Gregorio trở thành học viện đầu tiên do dòng Tên sáng lập. Đến năm 1584, Giáo hoàng Gregorius XIII đã cấp cho Học viện Roma một tòa nhà mới, mà về sau tòa nhà này được đổi tên thành Viện Đại học Gregorio theo tên hiệu của vị giáo hoàng. Viện đại học này là nơi tác nghiệp của nhiều học giả có tiếng trong các lĩnh vực về nghiên cứu giáo hội, khoa học tự nhiên và toán học. Chỉ có khoa Thần học và khoa Triết học của viện đại học là sống sót được sau cuộc khủng hoảng chính trị diễn ra vào năm 1870 ở nước Ý.
Hiện nay, Viện Đại học Gregorio có một khoa đào tạo quốc tế cùng khoảng 2.750 sinh viên đến từ hơn 150 quốc gia.

## Cựu sinh viên và giảng viên nổi bật

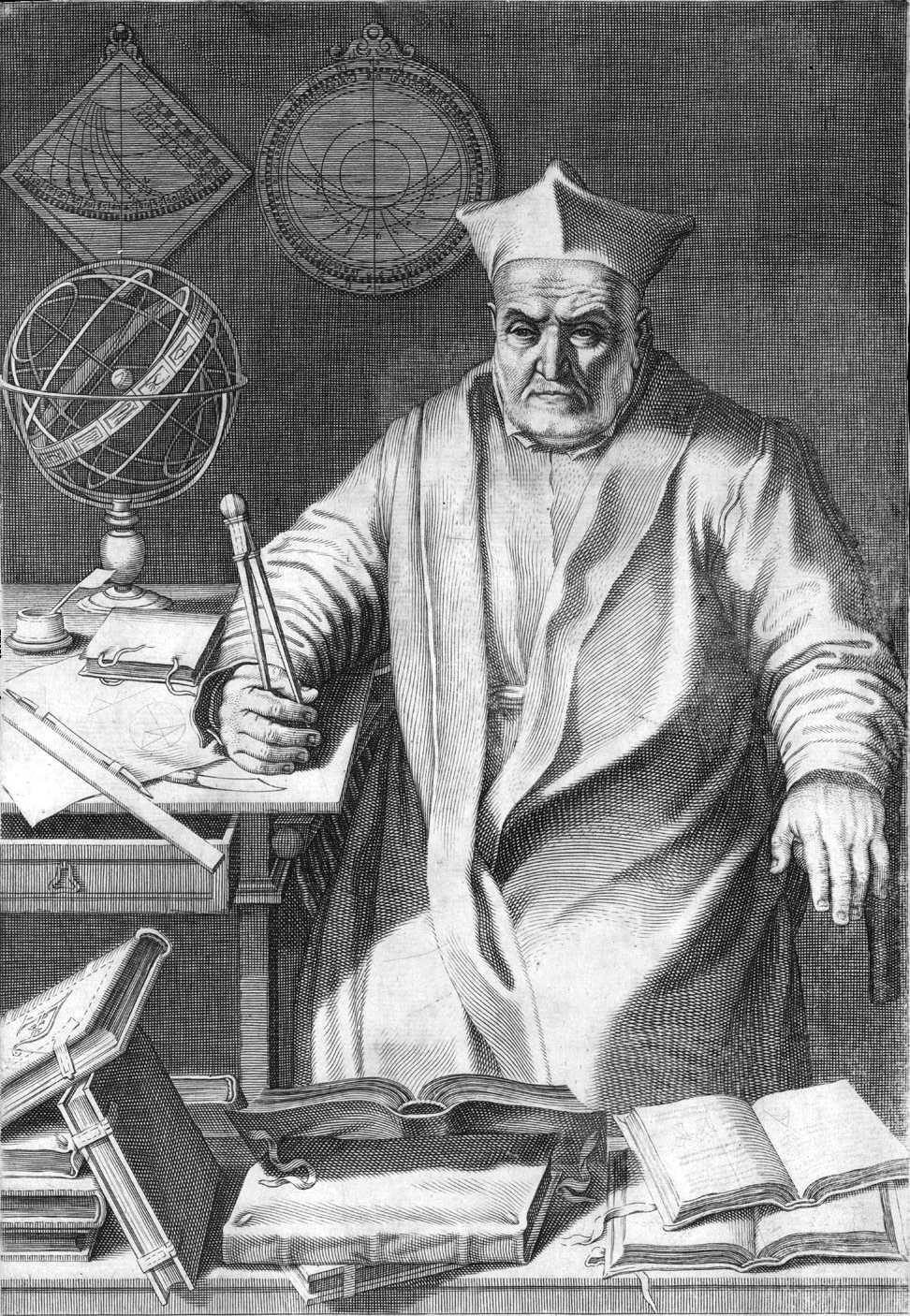
German Jesuit Christopher Clavius, inventor of Gregorio calendar, alumnus and professor at the Roman College

Viện Đại học Gregorio từng là nơi thụ giáo của 17 giáo hoàng, đơn cử như Giáo hoàng Gregorius XV, Giáo hoàng Urbanus VIII, Giáo hoàng Innocentius X, Giáo hoàng Clemens XI, Giáo hoàng Leo XIII, Giáo hoàng Pius XII, Giáo hoàng Paulus VI và Giáo hoàng Ioannes Paulus I. Trong số còn lại, có 72 cựu sinh viên của Đại học Gregorio từng được tuyên thánh hay tuyên chân phước, bao gồm thánh Roberto Bellarmino S.J., thánh Louis Gonzaga S.J. và thánh Maksymilian Kolbe O.F.M.Conv.. Các giáo sư từng giảng dạy tại Đại học Gregorio bao gồm Linh mục Joseph Ratzinger (sau này là Giáo hoàng Benedictus XVI) – giáo sư thỉnh giảng tại Khoa Thần học của Viện từ năm 1972 đến năm 1973.
Một số cựu sinh viên và giảng viên nổi bật của Viện Đại học Gregorio có thể kể đến như:
- Bartholomaeus I, Thượng phụ Đại kết Tòa Constantinopolis và Tân La Mã
- Joseph Kallarangatt, Giám mục Chính tòa Palai của Giáo hội Syro-Malabar
- Sơ Simona Brambilla, Tổng trưởng Bộ Đời sống Thánh hiến và Tu đoàn Đời sống Tông đồ
- David Cairns, chính khách người Scotland
- Christopher Clavius S.J., linh mục dòng Tên người Đức, người sáng chế lịch Gregorius
- Brenda Dolphin, nhà tâm lý học, nữ tu dòng Nữ Tu Lòng Thương Xót, cáo thỉnh viên án tuyên thánh cho nữ tu Catherine McAuley R.S.M.
- Friedrich Dörr, linh mục, giáo sư và nhạc sĩ sáng tác thánh ca người Đức
- Jules Mazarin, hồng y người Pháp, cựu thủ tướng Vương quốc Pháp
- Reginald Foster, linh mục, chuyên viên La ngữ và giáo sư người Mỹ
- Filippo Grandi, Cao ủy trưởng Cao ủy Liên Hợp Quốc về người tị nạn người Ý
- Peter Henrici, giám chức, triết gia người Thụy Sĩ, nguyên là Giám mục phụ tá Giáo phận Chur
- Wilhelm Imkamp P.A., linh mục, thần học gia và giáo sư người Đức
- Francesco Lana de Terzi, linh mục dòng Tên người Ý, nhà khoa học nghiên cứu về hàng không học
- Mary McAleese, nguyên là Tổng thống Ireland
- Athanasius Kircher S.J., linh mục dòng Tên, học giả và nhà bác học người Đức
- Hans Küng, linh mục và thần học gia người Thụy Sĩ
- Sir Anthony Kenny, triết gia người Anh

Phần lớn các chức sắc cao cấp của Giáo hội Công giáo từng lãnh văn bằng tốt nghiệp tại Đại học Gregorio; vào năm 2010, trong số 12.000 cựu sinh viên còn sống, có khoảng một phần ba số hồng y thuộc Hồng y đoàn và hơn 900 giám chức trên toàn cầu.